# François Fayt
François Fayt, né le 18 février 1946 à Argences dans le Calvados, est un compositeur français.

## Biographie
François Fayt fait ses études musicales au conservatoire de Versailles puis à l'École normale de musique de Paris. Il suit des cours de perfectionnement auprès de Marcel Ciampi et Aldo Ciccolini.
Il étudie la composition auprès d'Eugene Kurtz, professeur à l'université du Michigan et de New York.
En 1984, sa rencontre avec Marcel Maréchal, alors directeur du Théâtre national de Marseille La Criée, lui permettra d'écrire de nombreuses musiques de scène, notamment pour le Théâtre du Rond-Point des Champs-Élysées, ainsi qu'un opéra, l'Arbre de mai, créé en 1993 dans une mise en scène de Pierre Constant, avec des décors de Roberto Platé et placé sous la direction de Frédéric Chaslin.
Parallèlement, il écrit des œuvres de musique symphonique, de musique lyrique et de musique de chambre.
Son Ellison's Quatuor fut créé le 24 juin 2004 au festival L'Été musical d'Horrues en Belgique par le Brussels String Quartet.
Jean-Marc Luisada et l'Australian String Quartett lui commandèrent un Quintette à cordes avec piano pour les fêtes du changement de millénaire à Sydney. Svetlin Roussev, super soliste de l'Orchestre philharmonique de Radio France, et Jean-Marc Luisada lui commandèrent une pièce pour violon et piano Épilogue.
Dans le répertoire de la musique sacrée, François Fayt a composé un Requiem, un Évangile selon Saint Jean, ainsi qu'un Stabat Mater (création le 9 juillet 2009 au festival de Saint Riquier sous la direction de Jean-Paul Penin).

## Compositions
Les œuvres de François Fayt sont actuellement éditées chez ELPE-Musique

### Musique de scène
- Théâtre La Criée Marseille, mises en scène de Marcel Maréchal
  - 1989 : Le Mariage de Figaro de Beaumarchais
  - 1993 : La Cerisaie d'Anton Tchekhov
  - 1994 : Falstaff de Valère Novarina d'après Henry IV de Shakespeare

- Théâtre 14 Paris
  - 1996 : Electre de Jean Giraudoux, mise en scène Claudia Maurin

- Théâtre du Rond-Point des Champs-Élysées, mises en scène de Marcel Maréchal
  - 1995 : L'Otage, Le Pain dur, Le Père humilié de Paul Claudel
  - 1997 : Les Enfants du paradis de Jacques Prévert
  - 1998 : Amphitryon de Molière

- Tréteaux de France, mises en scène Marcel Maréchal
  - 2002 : Ruy Blas de Victor Hugo
  - 2003 : La Puce à l'oreille de Georges Feydeau
  - 2004 : George Dandin de Molière
  - 2005 : La Très Mirifique Épopée Rabelais de François Bourgeat et Marcel Maréchal d'après François Rabelais
  - 2006 : Falstaff's stories ou Les Folles Aventures de Sir John Falstaff de François Bourgeat et Marcel Maréchal d'après Shakespeare
  - 2007 : Un rêve de théâtre d'après Corneille, Molière, Alfred de Musset, Edmond Rostand
  - 2008 : Les Caprices de Marianne d'Alfred de Musset
  - 2009 : Oncle Vania de Tchekhov
  - 2010 : Le Bourgeois gentilhomme, de Molière
  - 2014 : Le Cavalier Seul, de Jacques Audiberti

### Musique lyrique
- 1993 : L'Arbre de mai opéra d'après la pièce de Marcel Maréchal, mise en scène de Pierre Constant, décors de Roberto Platé et direction Frédéric Chaslin. Coproduction opéra de Marseille et Théâtre La Criée
- 1997 : Le Dernier Repas opéra sur un livret de Jean-Pierre Quinsac, création au théâtre du Tambour Royal
- 1998 : Reprise du Dernier Repas à la Péniche opéra
- 2014 : Das Schwarze Blut, Opéra national de Thuringe à Erfurt. Opéra en trois actes d'après Cripure de Louis Guilloux, adaptation Marcel Maréchal, direction musicale Jean-Paul Penin, mise en scène Marc Adam, décor Hank Irwin Kittel, traduction Klaus Gronau et Arne Langer. Première le 29 novembre 2014
- 2023 : Sotoba Komachi opéra sur un livret de Yukio Mishima (traduction française Marguerite Yourcenar), création au Musée de la Culture (京都文化博物館) de Kyoto.

### Musique de chambre
- 2004 : Ellison's Quatuor par le Brussel's Strings Quartett lors de l'Été musical d'Horrues (fondatrice Anne-Marie Potvin)
- 2008 : Épilogue pour violon et piano par Svetlin Roussev et Jean-Marc Luisada, été musical d'Horrues
- 2019 : Ellison's Quatuor par le Quatuor Stanislas, Salle Poirel à Nancy
- 2021 : Séquence pour violoncelle par Jean De Spengler, création à Toul
- 2021 : Quintette pour trois violons, alto et violoncelle par le Quintette Stanislas, création à Nancy
- 2022 : Quintette avec piano par le Quatuor Stanislas et Caroline Sageman, création à Nancy

### Musique instrumentale
- 1972 : morceau de concours des diplômes de fin d'études de l'École normale de musique de Paris à la demande de Pierre Petit (directeur général)
- 1981 : Sonate pour piano, par Michèle Paris, Théâtre des Champs-Élysées Paris
- 2005 : Journal symphonique pour piano par Gilles Nicolas, festival de Pamiers
- 2006 : Journal symphonique pour piano par Gilles Nicolas, Été musical d'Horrues

### Mélodie
- Comme une main à l'instant de la mort poème de Robert Desnos, créé à la Bibliothèque nationale de France François Mitterrand par Francis Dudziak (baryton)

### Musique sacrée
- 2007 : Évangile selon Saint Jean pour soprane et bande électro-acoustique, écrit en collaboration avec André Dion, créé au festival du son Mi Ré de Fabrezan (village natal de Charles Cros), avec Noëlle Courtis (soprane)
- 2007 : Stabat Mater arrangement pour chœur, trois synthétiseurs et basse, par le chœur Musicaa d'Amiens et Jean-Philippe Courtis (basse), sous la direction de Jean-Paul Penin
- 2008 : Reprise à Amiens de l'Évangile selon Saint Jean avec Noëlle Courtis et André Dion
- 2008 : Stabat Mater (Amiens) version pour orgue à quatre mains, chœur et basse, par Jean-Pierre Baudon et Vincent Phirault, chœur Musicaa d'Amiens et Jean-Philippe Courtis (basse), direction Jean-Paul Penin
- 2009 : Stabat Mater pour orchestre à cordes à Saint-Dizier, par l'ensemble orchestral d'Amiens, chœur Musicaa d'Amiens et Jean-Philippe Courtis, direction Jean-Paul Penin
- 2009 : Stabat Mater concert d'ouverture du festival de Saint Riquier, par l'orchestre du Théâtre National de Prague, le chœur Musicaa d'Amiens et Jean-Philippe Courtis, direction Jean-Paul Penin
- 2009 : Extraits du Stabat Mater à Avignon orgue et voix, par Francis Dudziak (baryton)

## A écrit à ce jour
- Pour orchestre
  - Requiem pour orchestre symphonique, chœur et baryton
  - 5 pièces pour orchestre
  - Le triangle d'été pour orchestre
  - Au-delà du rien pour orchestre

- Musique instrumentale
  - 7 Fantasmes pour piano (Éditions Choudens)
  - Préludes pour piano
  - Concerto pour piano et orchestre
  - "Sonate pour piano"

- Opéra
  - Le Sang Noir d'après Louis Guilloux, adaptation Marcel Maréchal
  - "miserere nobis" livret Vincent Jarry

- Comédies musicales
  - La Celestine de Fernando de Rojas, adaptation Pierre Laville
  - Jack l'Eventreur livret Jean-Pierre Quinsac
  - La nuit des temps de René Barjavel, adaptation Jean-Pierre Quinsac

- Mélodies
  - 4 mélodies sur des textes de Michel Laré et Jean Pierre Quinsac

### Articles de presse
- L'Arbre de Mai
  - 03/1993 Opéra international
- Stabat Mater
  - 11/07/2009 Classique News
- Das Schwarze Blut
  - 11/12/2014 Les Dernières Nouvelles d'Alsace
  - 01/2015 Opéra Magazine n°102

### Extraits vidéos
- [vidéo] « 1er extrait de Das Schwarze Blut à Erfurt », sur YouTube

- [vidéo] Résumé de Das Schwarze Blut (paru sur le site theater-tv.net) sur Vimeo